# NGC 6200
NGC 6200 (również OCL 978 lub ESO 277-SC8) – gromada otwarta znajdująca się w gwiazdozbiorze Ołtarza. Odkrył ją John Herschel 1 lipca 1834 roku. Jest położona w odległości ok. 6,7 tys. lat świetlnych od Słońca.